# ملاحت أوكويان
ملاحت أوكويان (بالتركية: Melahat Okuyan) المولودة في عام 1924، هي طبيبة بيطرية تركية وأكاديمية وعالمة أحياء دقيقة؛ كما أنها ناشطة فيما يتعلق بمرض الإيدز.

## الحياة الشخصية
ولدت ملاحت أوكويان في ديار بكر في جنوب شرق تركيا في عام 1924. وبدأت مسيرتها الدراسية منذ أن كان عمرها 5 سنوات ونصف. تزوجت أوكويان لاحقاً وأصبح لديها ابن وابنة.

## المسيرة المهنية
تخرجت أوكويان من كلية الطب البيطري في جامعة أنقرة بالمرتبة الأولى على مستوى فصلها الدراسي في عام 1946. ثم عملت كمساعد في معهد علم الجراثيم والأمصال البيطرية في بنديك في إسطنبول لمدة أربع سنوات.
في عام 1950، سافرت أوكويان إلى الولايات المتحدة الأمريكية، حيث حصلت من كلية الطب في جامعة ماريلاند على شهادة الماجستير في علم الأحياء الدقيقة في عام 1952. عادت أوكويان بعدها إلى تركيا، وعملت في معهد الرقابة والبحوث البيطرية في بورنوفا في إزمير، حيث حصلت على منصب رئيس مختبر التشخيص والبحث بين عامي 1952 و1954، وذلك بعد أن حصلت على شهادة الدبلوم التي خولتها لتكون خبيرة في علم الجراثيم والأمراض الوبائية. شغلت أوكويان منصب رئيس المختبرات في معهد الأناضول المركزي للقاحات البيطرية والأمصال في قونية بين عامي 1954 و1956.
أجرت أوكويان دراسات عديدة بصفتها زميلة في علم الفيروسات البيطري في جامعة كامبريدج في إنجلترا وذلك بعد حصولها على منحة بحثية من المركز الثقافي البريطاني بين عامي 1956 و1957. كما عملت لاحقاً كمنظمة أبحاث ومديرة قسم العلاقات الخارجية في مديرية الشؤون البيطرية في وزارة الزراعة في عام 1958، بالإضافة لعملها كخبيرة في الأمراض الوبائية في مكتب الطب البيطري في أنقرة بين عامي 1960 و1961.
في العامين التاليين، أنشأت أوكويان مختبراً لدراسة الفيروسية الورمية بالإضافة إلى إجراء أبحاث في المعاهد الوطنية للصحة تحت رعاية المعهد الأمريكي لأبحاث السرطان. عادت أوكويان إلى تركيا في عام 1964، وتم تعيينها كمحاضرة وباحثة في كلية الطب في جامعة حجة تبة.
أسست مختبراً لأبحاث الفيروسية الورمية، وأجرت معظم أبحاثها حول علم الفيروسات والجراثيم. حصلت أوكويان على شهادة الدكتوراه في العلوم من جامعة حجة تبة في عام 1966، وأصبحت أستاذة مشاركة بحلول تشرين الثاني من عام 1970. تم تعيينها لاحقاً كأستاذة في علم الأحياء الدقيقة في كلية الطب في جامعة 9 أيلول في إزمير، حيث عملت لمدة 11 عام بدءاً من عام 1980 وحتى تقاعدها في عام 1991.

## نشاطها فيما يعلق بمرض الإيدز
كانت أوكويان رائدة فيما يتعلق بإنشاء مركز للمعلومات حول مرض الإيدز وفيروس نقص المناعة المكتسبة في عام 1986. في العام التالي، أصبحت عضواً في اللجنة الوطنية لمكافحة الإيدز. وفي عام 1991، شكلت أوكويان –إلى جانب مجموعة كبيرة من المتطوعين- جمعية مكافحة الإيدز في إزمير. التزمت الجمعية بنشر الوعي حول مرض الإيدز، وطورت العديد من المشاريع وفتحت عدة فروع في مختلف المدن التركية، وأصبحت بعدها أوكويان رئيسة للمنظمة.
في عام 1993، حصلت الجمعية على صفة منظمة غير ربحية بموجب مرسوم حكومي. أجرت أوكويان في تركيا فحصاً لاختبار الإصابة بفيروس نقص المناعة المكتسبة بشكل مجهول الهوية.
في عام 2004، اقترحت إنشاء مواخير/بيوت دعارة/كرخانات للذكور المثليين جنسياً والمتحولين جنسياً في سبيل تحسين الصحة العامة، وذلك لأن فيروس نقص المناعة المكتسبة ينتقل عن طريق الاتصال الجنسي. كما سعت أيضاً لكي يخضع جميع العاملين في مجال الجنس أو بيوت الدعارة في تركيا للفحوصات الطبية المنتظمة، أرادت أوكويان الحصول على فحوصات طبية للمثليين جنسياً والمتحولين جنسياً أيضاً.
في عام 2006، أسست أوكويان وزملاؤها عدة أندية لمحاربة المخدرات والإيدز في إزمير وإسطنبول وديار بكر كجزء من مشروع تثقيف الأقران. وفي عام 2008، ذكرت أنه يوجد 2920 شخص مصاب بالإيدز في تركيا حسب إحصائية العام السابق، كان من بينهم 2028 مصاب من الذكور في حين أنه وجد فقط 892 مصابة من الإناث.
في عام 2009، قامت أوكويان وزملاؤها بتقديم المشروع إلى 25 مدرسة في إزمير. لم تتمكن المنظمة من تلقي أي دعم مالي من الإدارة المحلية، كما واجهت مشاكل في جمع التبرعات لأن الجهات المانحة كانت مترددة في الكشف عن اسمها. أدت كل هذه الظروف إلى إغلاق الجمعية في عام 2010. ولكن حتى سن الخامسة والثمانين، استمرت أوكويان بتقديم الدعم والمشورة فيما يتعلق بالإيدز عبر الإنترنت ووسائل التواصل الاجتماعي.